# 北條博厚
北條 博厚（ほうじょう ひろあつ、1935年（昭和10年） - ）は、日本の医学者。専門は小児科学、特に小児神経学。静岡県立こども病院第3代院長、名誉院長。医学博士。静岡市出身。

## 人物・経歴
1954年（昭和29年）、静岡県立静岡高等学校卒業。京都大学医学部卒業。医学博士（京都大学）。滋賀県立近江学園、京都大学医学部附属病院小児科を経て、静岡県立こども病院に1977年の開院とともに勤務。1994年、同病院第３代院長。2001年、同名誉院長、伊豆医療福祉センター施設長（〜2003年）。2010年、瑞宝小綬章受章。2014年まで診療を続け、その後、静岡県立北特別支援学校校医、幼稚園の園医。静岡英和学院大学非常勤講師。

## 著書
- 『6歳までの子育てに悩んだら読む本』あさ出版 2015.5
- 『森永ヒ素ミルク中毒事件 : 京都からの報告』 田中昌人, 北條博厚, 山下節義 編 ミネルヴァ書房 1973